# ホワイト・プレインズ (護衛空母)
ホワイト・プレインズ (USS White Plains, CVE/CVU-66) は、アメリカ海軍の護衛空母。カサブランカ級航空母艦の12番艦。艦名はアメリカ独立戦争におけるホワイト・プレインズの戦いにちなんで名付けられた。

## 艦歴
当初は「エルボア・ベイ (Elbour Bay, ACV-66) 」の艦名で1943年2月11日に合衆国海事委員会の契約下ワシントン州バンクーバーのカイザー造船所で起工するも4月3日に「ホワイト・プレインズ」へと改名され、7月15日にCVE-66（護衛空母）へと艦種変更された。1943年9月27日にマーク・ミッチャー夫人によって進水する。1943年11月15日にオレゴン州アストリアで海軍に引き渡され、同日オスカー・A・ウェラー艦長の指揮下で就役した。

### マーシャル・マリアナ・パラオ
「ホワイト・プレインズ」は1943年12月4日にアストリアで艤装が完了すると、12月8日に整調訓練を開始した。整調巡航が終了すると12月21日にサンディエゴに帰還する。12月30日に出航、真珠湾経由でギルバート諸島に向かう。1944年1月11日にタラワに到着し、積み荷の航空機を陸揚げする。1月17日、オアフ島に向かい、6日後に真珠湾に到着する。4日後に再びマーシャル諸島に向けての航空機運搬任務に再び出航し、2月3日にタラワに到着、マジュロは日本軍の抵抗もなく、クェゼリン環礁の部隊もほとんど抵抗しなかった。翌日マジュロ環礁に向かい2月5日に到着、さらにクェゼリンへ移動し短期の停泊後ハワイに向かう。オアフ島に短期間停泊した後、2月23日に西海岸へ向かい、3月3日にカリフォルニア州アラメダに到着した。
西海岸で「ホワイト・プレインズ」は自艦の搭乗部隊員への訓練及び3つの航空団にたいする空母認証訓練を行い、4月になると自艦の搭乗部隊、第4混成航空団を乗艦させる。部隊は16機のF4F戦闘機と12機のTBM雷撃機から構成された。4月24日にサンディエゴを出航し、5月1日に真珠湾に到着、翌月まで真珠湾沖で航空訓練及び上陸支援訓練を行った。
5月末、「ホワイト・プレインズ」を含んだ任務群はマリアナ諸島に向けて出撃。艦隊は途中でエニウェトク環礁に立ち寄った後、ひたすらマリアナ諸島を目指して進撃した。ホワイト・プレインズの航空機はサイパン島までの道中、対空援護と対潜哨戒に専念していた。6月15日からサイパンの戦いが始まると、当艦の航空機は火力支援部隊に対する空中および対潜哨戒の他、上陸部隊の援護として海岸を機銃掃射したり、日本軍が潜伏しているであろう地点を爆撃した。6月17日、艦隊は少なくとも3回の空襲に見舞われたものの、「ホワイト・プレインズ」の対空砲火はこれを簡単に撃滅してみせた。その後、第4混成航空団のTBMはロタ島を空襲して輸送船などを破壊した。
7月2日、「ホワイト・プレインズ」は一旦戦闘地域を後にしてエニウェトク環礁に下がり、航空機を補充した後再びマリアナ海域に戻ってきた。マリアナでの二度目の作戦ではテニアンの戦いの支援を行った。戦いを通じて「ホワイト・プレインズ」は一度たりとも攻撃を受けず、終始テニアン島への上陸部隊に対する援護に従事した。しかし、一連の過酷な戦闘航海は乗員および、第4混成航空団のパイロットに予想以上に負担をかけていた事が分かった。
8月に入り、「ホワイト・プレインズ」はマリアナでの戦闘から外れてエスピリトゥサント島に向かった。休養の後、8月16日にセゴン水道を出港して、来るパラオへの上陸作戦に備えた準備を開始した。ソロモン諸島の海域や島嶼を使った水陸両用作戦の訓練を繰り返した後、9月に入って他の空母と合流して9月の第二週目までにパラオ近海に向かった。9月15日から始まったペリリューの戦いおよび、9月17日から始まったアンガウルの戦いに関連して、「ホワイト・プレインズ」と他の空母の航空機は事前攻撃と上陸部隊の支援を行った。マリアナでの戦闘とは逆に、上陸作戦は難渋したものの日本軍は艦隊や航空機を呼んでこなかった。日本軍はすでにフィリピン防衛のために航空機を温存していたので、日本軍の空襲は一度も無かった。また、島の日本軍は新しい戦術で対抗していたため、海岸ではわずかな沿岸砲台ぐらいしか見つけることが出来なかった。9月21日、「ホワイト・プレインズ」はパラオ攻撃部隊から外れ、すでに放置されていたウルシー環礁確保のための作戦に参加した。

### レイテ沖海戦
アドミラルティ諸島マヌス島の海軍基地での修理の後、1944年10月、レイテ島に向かった。10月20日、レイテ島への上陸が行われ、ホワイト・プレインズは航空機による作戦全般支援を行った。レイテ沖海戦に続く戦いの始まりである。この戦いにおいて、日本海軍は、戦略的に重要なフィリピン防衛のため三方面から反撃を試みた。囮部隊は小沢治三郎中将の指揮下、ウィリアム・ハルゼー大将の第3艦隊と大型空母を引きつけるべく南方へと向かっていた。西村祥治中将率いる艦隊、および志摩清英中将率いる艦隊はスリガオ海峡を突破することを試みた。そして、中央の栗田健男中将の艦隊は無防備のサンベルナルジノ海峡に突入しようとした。 超弩級戦艦「大和」と「武蔵」を含む最強部隊である栗田艦隊は11隻の重巡洋艦、2隻の軽巡洋艦、および19隻の駆逐艦から成っていた。しかし高雄・愛宕・摩耶の3隻の重巡洋艦が、10月23日早暁のパラワン水道で、アメリカ潜水艦「ダーター (USS Darter, SS-227) 」および「デイス (USS Dace, SS-247) 」の魚雷攻撃によって撃沈および撃破され、さらに10月24日のシブヤン海での空襲で戦艦武蔵が失われ、重巡洋艦「妙高」が大破してブルネイ湾に下がっていった。栗田艦隊が10月25日にサンベルナルジノ海峡を通過する時までには、4隻の重巡洋艦と戦艦武蔵が失われ戦力は減衰していた。レイテ湾にいた旧式戦艦からなるジェシー・B・オルデンドルフ少将の第77.2任務群はスリガオ海峡において、10月24日夜半から10月25日未明にかけて丁字戦法によって西村艦隊を壊滅させた。また、志摩艦隊はさしたる戦闘もせず引き返していった。
シブヤン海での空襲で栗田艦隊を西方へ「追い払った」と判断したハルゼー大将は、艦隊の全力を挙げて小沢艦隊撃滅にまい進した。小沢艦隊があくまで囮で、また栗田艦隊が24日17時20分頃に再び東に針路を向けた事なぞ知る由もなかった。栗田艦隊はサンベルナルジノ海峡を深夜に通過してサマール島東方海上を南下。第3艦隊が北方へ、第77.2任務群が南方にいた間隙を突いてレイテ湾を目指した。
10月25日朝、「ホワイト・プレインズ」の属する第77.4.3任務隊（クリフトン・スプレイグ少将）の航空機は対潜哨戒のため一斉に飛び去った。その時、任務群旗艦「ファンショー・ベイ (USS Fanshaw Bay, CVE-70) 」の見張りが北西の方角に対空砲火を発見。これと同時に、「ファンショー・ベイ」のレーダーも北西方向に複数の目標を探知していた。栗田艦隊が今まさに、第77.4.3任務隊の目の前に出現しつつあったのである。「ファンショー・ベイ」のスプレイグ少将ははじめは日本艦隊の存在に疑問を持ったものの、艦影識別で戦艦のマストを発見した。ただちに栗田艦隊とは逆の方向に全速力で逃げるよう命令を出し、同時に第7艦隊（トーマス・C・キンケイド中将）に救援を求める緊急電報を発信して、任務群の全艦艇は煙幕を張りながらスコールに向かっていった。栗田艦隊はよいレーダーを持たぬとはいえ、次第に護衛空母や駆逐艦、護衛駆逐艦に命中弾および至近弾を与えつつあった。

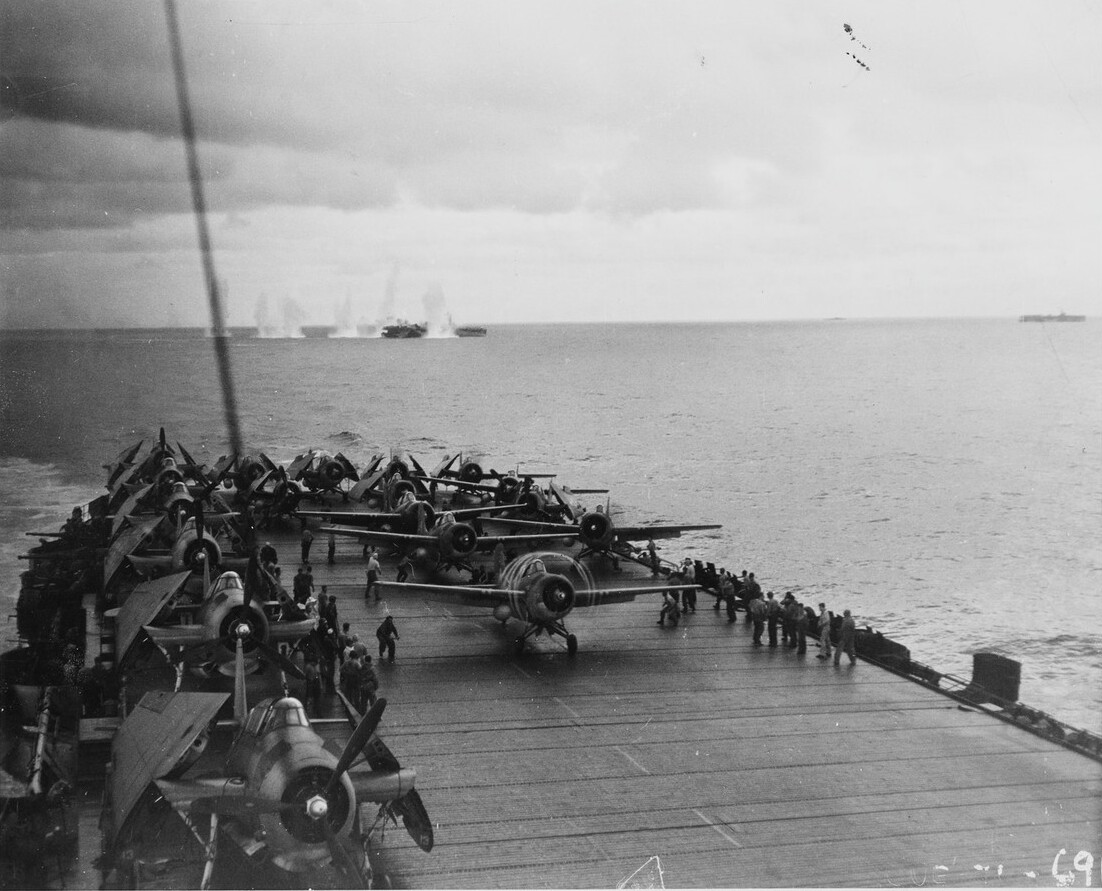
サマール島沖で栗田艦隊の砲撃に包まれる「ホワイト・プレインズ」（後方）。手前は航空機を発進させている「キトカン・ベイ」の飛行甲板（1944年10月25日）

7時2分、栗田中将は指揮下の全艦艇に対して、第77.4.3任務隊への突撃を指令。第77.4.3任務隊の6隻の護衛空母の中でもっとも栗田艦隊に近かった「ホワイト・プレインズ」は、最初の砲撃目標となった。「長門」「金剛」および「榛名」からのものと思われる4発一組の大口径弾が「ホワイト・プレインズ」を前後左右から挟みこみ、周囲は水柱の壁に覆われた。至近弾とはいえ、「ホワイト・プレインズ」は大きく揺さぶられて右舷機関室が破壊された。「ホワイト・プレインズ」はここで黒い煙幕を張った。すると、栗田艦隊は「ホワイト・プレインズ」が炎上したと勘違いしてか、砲撃目標を他の護衛空母に移していった。第77.4.3任務隊は激しい砲撃の合間を縫って航空機を発進させ、栗田艦隊と対決させた。航空機は爆弾、魚雷、機銃弾と、とにかく使える弾薬を片っ端から補給して攻撃に向かっていった。また、駆逐艦「ジョンストン (USS Johnston, DD-557) 」「ホーエル (USS Hoel, DD-533) 」および護衛駆逐艦「サミュエル・B・ロバーツ (USS Samuel B. Roberts, DE-413) 」は護衛空母を逃す時間稼ぎのため反転して突撃し、戦艦や重巡洋艦に思わぬ損害を与えた後、沈没していった。護衛空母も「ガンビア・ベイ (USS Gambier Bay, CVE-73) 」が沈み、「ファンショー・ベイ」「カリニン・ベイ (USS Kalinin Bay, CVE-68) 」が大きく被弾していた。残った駆逐艦も「ヒーアマン (USS Heermann, DD-532) 」「デニス (USS Dennis, DE-405) 」が大破した。「ホワイト・プレインズ」は最初の交戦では至近弾のみで直接の被弾はしなかったが、やがて15センチ砲弾が3発ほど命中した。日本艦隊が5インチ砲の射程に入ると、「ホワイト・プレインズ」も他の護衛空母同様、砲撃で反撃を試みた。その内の6発が重巡「鳥海」に命中し、「鳥海」は搭載していた酸素魚雷が誘爆し大破、操舵不能に陥った。「鳥海」はその後、艦載機の空襲により戦闘不能になり最終的に雷撃処分された。空母が砲撃で敵艦に打撃を与えたのはこのレイテ沖海戦が唯一である。
スプレイグ少将は栗田艦隊と最初に接触した時点で「あと5分も敵の大口径砲の射撃を受け続ければ、わが艦隊は全滅していただろう」と言ったが、任務群はスコールの助けと駆逐艦、護衛駆逐艦の必死の反撃により、接触から2時間近く経っても辛うじて健在だった。9時11分、スプレイグ少将の理解しがたい事が起こった。栗田艦隊は、別の機動部隊を求めに行くとの名目で戦場を去っていき、二度と第77.4.3任務隊の目の前には姿を見せなかった。スプレイグ少将は後に「戦闘で疲れ切った私の頭脳は、この事実をすぐには理解できなかった」と回想している。やがて戦闘配置は解かれ、「ガンビア・ベイ」を失った第77.4.3任務隊の空母は再び輪形陣を構成したが、旗艦の「ファンショー・ベイ」は損傷により輪形陣からは遅れがちだった。

### 敷島隊の突入

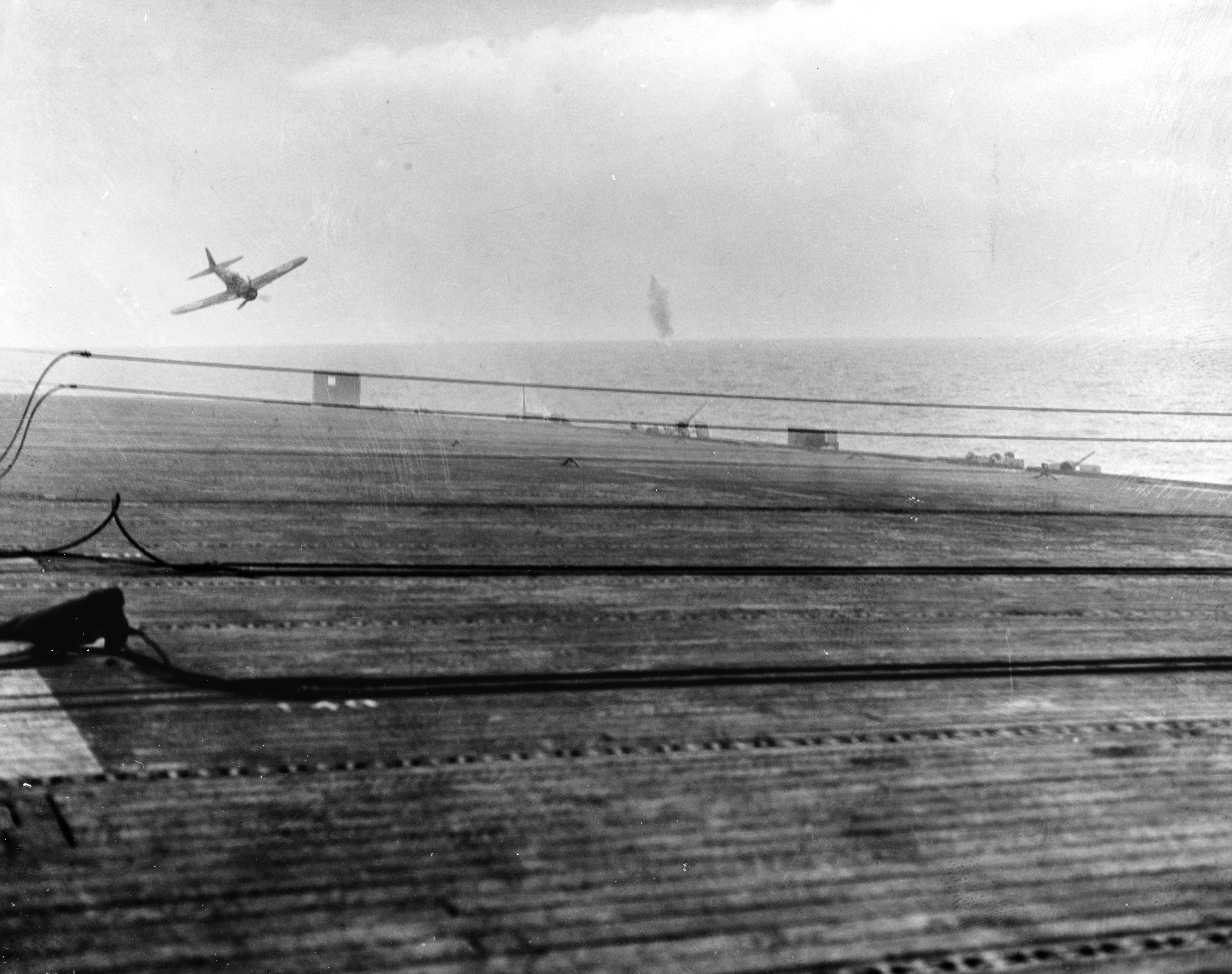
ホワイト・プレインズに突入しようとする敷島隊の零戦（1944年10月25日）

しかし、第77.4.3任務隊が安心していたのはつかの間だった。7時25分にマバラカット基地を出撃した神風特別攻撃隊敷島隊（関行男大尉）が、10時49分に雲上から第77.4.3任務隊に向けて突入してきた。敷島隊はレーダーに探知されないよう低空で接近した後、第77.4.3任務隊を指呼の間に望んだ所で急上昇して雲間に隠れて攻撃機会をうかがっていたのである。「ホワイト・プレインズ」が上空に敷島隊がいるのを認めた次の瞬間、敷島隊のうちの2機が突入してきた。対空砲火で応戦した結果、艦尾に接近しつつあった零戦の翼を撃ち落とし、零戦は操縦不能となって僅かに離れた海面に墜落した。他の機は僚機の突入を見届け、目標を変更し飛び去った。幸運にも「ホワイト・プレインズ」の損傷は甲板に軽微なものを負っただけにとどまったが、11人の死傷者を出した。また僚艦「セント・ロー (USS St. Lo, CVE-63) 」は「ホワイト・プレインズ」への突入を中止した特攻機によって撃沈された。「カリニン・ベイ」と「キトカン・ベイ (USS Kitkun Bay, CVE-71) 」も特攻機の突入を受けたが、いずれも致命傷には至らなかった。敷島隊のどの機がどの空母に突入したのかは定かではない。
「ホワイト・プレインズ」は10月31日にマヌス島に到着し、被害状況の調査を受けた後修理のために合衆国本土への帰還を命じられ、11月6日、西海岸に向け出港した。11月27日にサンディエゴに到着後、直ちに修理が開始された。

### その後
「ホワイト・プレインズ」は修理完了後の1945年1月19日、サンディエゴから召還された。戦争の最後の数カ月の間は、合衆国の航空機工場から西太平洋の基地まで交換航空機を輸送する任務に従事し、クェゼリン環礁、ホーランディア、ウルシー環礁、サイパン島、グアム、レイテ島および真珠湾といった場所に赴いた。すべて過去には重要な戦地だったが、この時には全てが後方地域になっていた。1945年4月には上陸作戦開始直後の沖縄島にF4U戦闘機を輸送した。
8月15日の戦争終結のニュースを「ホワイト・プレインズ」は真珠湾から西海岸への道中で聞いた。8月22日、サンペドロに到着したが、すぐにサンディエゴに移動した。復員兵帰還のマジック・カーペット作戦に従事して9月6日にサンディエゴを出港。20日後、中城湾に到着しておよそ800名の復員兵を乗せ、9月28日にサンディエゴに向けて出港した。真珠湾に寄港後、10月16日にサンディエゴに到着した。9日後、真珠湾に向かい、1日だけ寄港した後サンフランシスコに移動。サンフランシスコには11月7日から12日まで停泊した。続いてグアムへ向かい、11月27日に到着。ここでも復員兵を乗せ11月30日に出港し、12月14日にシアトルに到着した。その後、1946年1月30日までシアトルに留まった後は東海岸に向かい、パナマ運河とノーフォークを経由して2月17日にボストンに到着した。
「ホワイト・プレインズ」は1946年7月10日に退役し、大西洋予備役艦隊入りする。12年間予備役艦隊で保管された後、1955年6月12日にCVU-66（雑役空母）に艦種変更され、その後1958年7月1日に除籍された。7月29日にスクラップとしてシカゴのハイマン・マイケル株式会社に売却され、1960年に大阪で解体された。
「ホワイト・プレインズ」は第二次世界大戦の戦功で5つの従軍星章とサマール沖海戦の戦功で殊勲部隊章を受章した。